# Шатов, Владимир Николаевич
Владимир Николаевич Шатов (11 июня 1971 — 23 февраля 2004) — советский и российский военнослужащий, подполковник, Герой Российской Федерации.

## Биография
Родился 11 июня 1971 года в г. Вахрушево Ворошиловоградской области Украины в семье военнослужащего. Русский. Окончил в г. Хабаровске среднюю школу № 67. В армии с 1988 года. Окончил 6-ю роту курсантов Новосибирского высшего военно-политического общевойскового училища.
Служил в ВДВ в составе 21-й отдельной военно-воздушной бригады в г. Кутаиси и г. Ставрополе.
Впоследствии служил в ФСБ. Звание подполковник.
Похоронен на Центральном кладбище в Хабаровске.

## Подвиг
Командуя группой офицеров, при проведении в Ингушетии специальной операцией по захвату бандитского формирования во главе с террористом Хамзатом Тазабаевым, погиб 23 февраля 2004 года.
Указом Президента Российской Федерации от 23 марта 2004 года за мужество и самоотверженность, проявленные при защите конституционного строя и установлении правопорядка в Чеченской Республике, подполковнику Шатову Владимиру Николаевичу посмертно присвоено звание Героя Российской Федерации.

## Награды
- звезда Героя Российской Федерации
- орден Мужества
- медаль «За отвагу»

## Память
- Бюст на Аллее героев Новосибирского высшего военно-политического общевойскового училища.
- Мемориальная доска на фасаде школы № 67 в г. Хабаровске.
- Улица в микрорайоне «Ореховая сопка» г. Хабаровска, построенном для военнослужащих ФСБ.
- Памятное дерево на аллее памяти сотрудников правоохранительных органов погибших при исполнении служебного долга на мемориале памяти и славы в Ингушетии.